# Weltklasse Zurich 2016
Navigation
Édition précédente Édition suivante
Le Weltklasse Zurich 2016, 88e édition du Weltklasse Zurich, s'est déroulé le 1er septembre 2016 au Letzigrund de Zurich, en Suisse. Le meeting constitue l'avant-dernière étape et l'une de deux finales de la Ligue de diamant 2016.

## Résultats

### Hommes
| Rang | Athlète           | Temps      | Points |
| ---- | ----------------- | ---------- | ------ |
| 1.   | Asafa Powell      | 9 s 94     | 20     |
| 2.   | Akani Simbine     | 9 s 99     | 12     |
| 3.   | Ben Youssef Meité | 9 s 99     | 8      |
| 4.   | Kim Collins       | 10 s 10    | 6      |
| 5.   | Adam Gemili       | 10 s 11 SB | 4      |
| 6.   | Omar McLeod       | 10 s 12    | 2      |

| Rang | Athlète         | Temps   | Points |
| ---- | --------------- | ------- | ------ |
| 1.   | LaShawn Merritt | 44 s 64 | 20     |
| 2.   | Bralon Taplin   | 44 s 70 | 12     |
| 3.   | Nery Brenes     | 45 s 18 | 8      |
| 4.   | Martyn Rooney   | 45 s 32 | 6      |
| 5.   | Steven Gardiner | 45 s 66 | 4      |
| 6.   | Isaac Makwala   | 45 s 68 | 2      |

| Rang | Athlète           | Temps          | Points |
| ---- | ----------------- | -------------- | ------ |
| 1.   | Hagos Gebrhiwet   | 13 min 14 s 82 | 20     |
| 2.   | Paul Chelimo      | 13 min 16 s 51 | 12     |
| 3.   | Evan Jager        | 13 min 16 s 86 | 8      |
| 4.   | Albert Rop        | 13 min 17 s 56 | 6      |
| 5.   | Abdelaati Iguider | 13 min 19 s 35 | 4      |
| 6.   | Bernard Lagat     | 13 min 19 s 73 | 2      |

| Rang | Athlète        | Temps   | Points |
| ---- | -------------- | ------- | ------ |
| 1.   | Kerron Clement | 48 s 72 | 20     |
| 2.   | Javier Culson  | 48 s 79 | 12     |
| 3.   | L. J. van Zyl  | 48 s 80 | 8      |
| 4.   | Rasmus Mägi    | 48 s 90 | 6      |
| 5.   | Kariem Hussein | 49 s 21 | 4      |
| 6.   | Thomas Barr    | 49 s 34 | 2      |

| Rang | Athlète                 | Marque | Points |
| ---- | ----------------------- | ------ | ------ |
| 1.   | Sam Kendricks           | 5,90 m | 20     |
| 1.   | Renaud Lavillenie       | 5,90 m | 12     |
| 3.   | Thiago Braz da Silva    | 5,84 m | 8      |
| 4.   | Piotr Lisek             | 5,72 m | 6      |
| 5.   | Jan Kudlička            | 5,72 m | 4      |
| 6.   | Konstantinos Filippidis | 5,62 m | 2      |

| Rang | Athlète          | Marque     | Points |
| ---- | ---------------- | ---------- | ------ |
| 1.   | Christian Taylor | 17,80 m MR | 20     |
| 2.   | Troy Doris       | 17,01 m    | 12     |
| 3.   | Chris Carter     | 16,75 m    | 8      |
| 4.   | Alexis Copello   | 16,71 m    | 6      |
| 5.   | Chris Benard     | 16,71 m    | 4      |
| 6.   | Max Heß          | 16,69 m    | 2      |

| Rang | Athlète       | Marque     | Points |
| ---- | ------------- | ---------- | ------ |
| 1.   | Tomas Walsh   | 22,20 m AR | 20     |
| 2.   | Ryan Crouser  | 22,00 m    | 12     |
| 3.   | Joe Kovacs    | 21,20 m    | 8      |
| 4.   | Kurt Roberts  | 20,99 m    | 6      |
| 5.   | Franck Elemba | 20,75 m    | 4      |
| 6.   | Darrell Hill  | 20,68 m    | 2      |

| Rang | Athlète          | Marque  | Points |
| ---- | ---------------- | ------- | ------ |
| 1.   | Jakub Vadlejch   | 87,28 m | 20     |
| 2.   | Thomas Röhler    | 86,56 m | 12     |
| 3.   | Julian Weber     | 84,29 m | 8      |
| 4.   | Antti Ruuskanen  | 82,69 m | 6      |
| 5.   | Tero Pitkämäki   | 79,63 m | 4      |
| 6.   | Vítězslav Veselý | 78,59 m | 2      |

### Femmes
| Rang | Athlète                 | Temps       | Points |
| ---- | ----------------------- | ----------- | ------ |
| 1.   | Elaine Thompson         | 21 s 85 DLR | 20     |
| 2.   | Dafne Schippers         | 21 s 86 SB  | 12     |
| 3.   | Allyson Felix           | 22 s 02 SB  | 8      |
| 4.   | Dina Asher-Smith        | 22 s 38     | 6      |
| 5.   | Simone Facey            | 22 s 50 SB  | 4      |
| 6.   | Veronica Campbell-Brown | 22 s 51     | 2      |

| Rang | Athlète            | Temps            | Points |
| ---- | ------------------ | ---------------- | ------ |
| 1.   | Caster Semenya     | 1 min 56 s 44    | 20     |
| 2.   | Francine Niyonsaba | 1 min 56 s 76    | 12     |
| 3.   | Margaret Wambui    | 1 min 57 s 04    | 8      |
| 4.   | Joanna Józwik      | 1 min 58 s 21    | 6      |
| 5.   | Kate Grace         | 1 min 58 s 28 PB | 4      |
| 6.   | Marina Arzamasova  | 1 min 58 s 36 SB | 2      |

| Rang | Athlète          | Temps            | Points |
| ---- | ---------------- | ---------------- | ------ |
| 1.   | Shannon Rowbury  | 3 min 57 s 78 SB | 20     |
| 2.   | Laura Muir       | 3 min 57 s 85    | 12     |
| 3.   | Sifan Hassan     | 3 min 58 s 43    | 8      |
| 4.   | Jennifer Simpson | 3 min 58 s 54    | 6      |
| 5.   | Dawit Seyaum     | 3 min 58 s 63    | 4      |
| 6.   | Besu Sado        | 3 min 59 s 47 PB | 2      |

| Rang | Athlète            | Temps   | Points |
| ---- | ------------------ | ------- | ------ |
| 1.   | Kendra Harrison    | 12 s 63 | 20     |
| 2.   | Cindy Ofili        | 12 s 70 | 12     |
| 3.   | Dawn Harper-Nelson | 12 s 73 | 8      |
| 4.   | Jasmin Stowers     | 12 s 78 | 6      |
| 5.   | Cindy Roleder      | 12 s 80 | 4      |
| 6.   | Megan Simmonds     | 12 s 90 | 2      |

| Rang | Athlète            | Temps            | Points |
| ---- | ------------------ | ---------------- | ------ |
| 1.   | Ruth Jebet         | 9 min 07 s 00 MR | 20     |
| 2.   | Hyvin Kiyeng       | 9 min 10 s 15    | 12     |
| 3.   | Emma Coburn        | 9 min 17 s 42    | 8      |
| 4.   | Beatrice Chepkoech | 9 min 19 s 37    | 6      |
| 5.   | Etenesh Diro Neda  | 9 min 21 s 67    | 4      |
| 6.   | Sofia Assefa       | 9 min 22 s 09    | 2      |

| Rang | Athlète         | Marque | Points |
| ---- | --------------- | ------ | ------ |
| 1.   | Ruth Beitia     | 1,96 m | 20     |
| 2.   | Inika McPherson | 1,93 m | 12     |
| 2.   | Sofie Skoog     | 1,93 m | 8      |
| 4.   | Kamila Lićwinko | 1,93 m | 6      |
| 5.   | Mirela Demireva | 1,90 m | 4      |
| 5.   | Airinė Palšytė  | 1,90 m | 2      |

| Rang | Athlète           | Marque | Points |
| ---- | ----------------- | ------ | ------ |
| 1.   | Brittney Reese    | 6,95 m | 20     |
| 2.   | Ivana Španović    | 6,93 m | 12     |
| 3.   | Darya Klishina    | 6,63 m | 8      |
| 4.   | Ksenija Balta     | 6,63 m | 6      |
| 5.   | Lorraine Ugen     | 6,52 m | 4      |
| 6.   | Tianna Bartoletta | 6,51 m | 2      |

| Rang | Athlète              | Marque  | Points |
| ---- | -------------------- | ------- | ------ |
| 1.   | Sandra Perković      | 68,44 m | 20     |
| 2.   | Mélina Robert-Michon | 63,91 m | 12     |
| 3.   | Denia Caballero      | 62,80 m | 8      |
| 4.   | Julia Fischer        | 61,80 m | 6      |
| 5.   | Nadine Müller        | 60,09 m | 4      |
| 6.   | Shanice Craft        | 58,46 m | 2      |

## Légende
Records et Performances
- AR : Record continental (area record)
- CR : Record des championnats (championship record)
- MR : Record du meeting (meet record)
- NR : Record national (national record)
- OR : Record olympique (olympic record)
- PR : Record paralympique (paralympic record)
- PB : Record personnel (personal best)
- SB : Meilleure performance personnelle de la saison (season's best)
- WL : Meilleure performance mondiale de l'année (world leader)
- WJR : Record du monde junior (world junior record)
- WR : Record du monde (world record)

Circonstances et Conditions
- DNF : N'a pas terminé (did not finish)
- DNS : N'a pas pris le départ (did not start)
- DQ : Disqualification (disqualification)
- NM : Aucun essai valable enregistré (No Mark)
- Q : Qualifié « directement » au prochain tour (ou à la prochaine compétition), lors d'une compétition majeure, grâce au classement ou à la réalisation des minima (automatic qualifier)
- q : Qualifié au prochain tour (ou à la prochaine compétition), lors d'une compétition majeure, grâce au repêchage ou à la réalisation de l'une des meilleures performances parmi celles des « non qualifiés directement » (grâce au meilleur temps ou à la meilleure distance par exemple) (secondary qualifier)